# Современная любовь (телесериал)
«Современная любовь» (англ. Modern Love) — американский телесериал-антология в жанре романтической комедии, созданный Джоном Карни. Сюжет каждой серии основан на реальных историях, опубликованных в колонке газеты The New York Times. Премьера шоу состоялась 18 октября 2019 года на Amazon Prime Video. 24 октября 2019 года стало известно, что сериал был продлён на второй сезон, который увидел свет 13 августа 2021 года.
В 2020 году сериал получил номинации на премию «Эмми» в категории «Лучший приглашённый актёр в комедийном сериале» (Дев Патель) и на премию «Выбор критиков» в категориях «Лучшая актриса в мини-сериале» (Энн Хэтэуэй) и «Лучший актёр второго плана в мини-сериале» (Дев Патель).
Сценарии серий основаны на романтических историях в основном жителей Нью-Йорка. Успех сериала привёл к созданию аналогичных антологий, рассказывающих истории жителей других городов мира — Мумбая (Modern Love Mumbai), Хайдерабада (Modern Love Hyderabad), Ченнаи (Modern Love Chennai), Токио (Modern Love Tokyo) и Амстердама (Modern Love Amsterdam).

## Эпизоды
| №  | Название                                            | Режиссёр                 | Автор сценария                                      | В ролях | Дата премьеры   |
| -- | --------------------------------------------------- | ------------------------ | --------------------------------------------------- | --- | --------------- |
| 1  | «When the Doorman Is Your Main Man»                 | Джон Карни               | Джон Карни                                          | Кристин Милиоти — Мэгги Митчелл, Лауренциу Посса — Гузмин, Брэндон Виктор Диксон — Дэниел                            | 18 октября 2019 |
| 2  | «When Cupid Is a Prying Journalist»                 | Джон Карни               | Джон Карни                                          | Кэтрин Кинер — Джули, Дев Патель — Джошуа, Кэйтлин МакГи — Эмма                                                      | 18 октября 2019 |
| 3  | «Take Me as I Am, Whoever I Am»                     | Джон Карни               | Джон Карни                                          | Энн Хэтэуэй — Лекси, Гэри Карр — Джефф, Куинси Тайлер Бернстайн — Сильвия, Джадд Хирш — полицейский/продавец/таксист | 18 октября 2019 |
| 4  | «Rallying to Keep the Game Alive»                   | Шэрон Хорган             | Шэрон Хорган                                        | Тина Фей — Сара, Джон Слэттери — Деннис                                                                              | 18 октября 2019 |
| 5  | «At the Hospital, an Interlude of Clarity»          | Том Холл                 | Том Холл                                            | София Бутелла — Ясмин, Джон Галлахер-младший — Роб                                                                   | 18 октября 2019 |
| 6  | «So He Looked Like Dad. It Was Just Dinner, Right?» | Эмми Россум              | Одри Уэллс                                          | Джулия Гарнер — Мэдди, Ши Уигхэм — Питер                                                                             | 18 октября 2019 |
| 7  | «Hers Was a World of One»                           | Джон Карни               | Джон Карни                                          | Эндрю Скотт — Тобби, Брэндон Кайл Гудман — Энди, Оливия Кук — Карла, Эд Ширан — Мик                                  | 18 октября 2019 |
| 8  | «The Race Grows Sweeter Near Its Final Lap»         | Том Холл                 | Джон Карни и Том Холл                               | Джейн Александер — Марго, Джеймс Саито — Кенджи, Питер Херрман — Филипп                                              | 18 октября 2019 |
| 9  | «On a Serpentine Road, With the Top Down»           | Джон Карни               | Джон Карни                                          | Минни Драйвер — Стефани Карран, Том Берк — Майкл, Дон Уичерли — Нил                                                  | 13 августа 2021 |
| 10 | «The Night Girl Finds a Day Boy»                    | Джесси Перец             | Сара Хейуорд                                        | Гбенга Акиннагбе — Джордан, Зои Чао — Зои, Апарна Нанчерла — Ванесса                                                 | 13 августа 2021 |
| 11 | «Strangers on a (Dublin) Train»                     | Джон Карни               | Джон Карни                                          | Люси Бойнтон — Пола, Кит Харингтон — Майкл, Джек Рейнор — Деклан, Миранда Ричардсон — Джейн                          | 13 августа 2021 |
| 12 | «A Life Plan for Two, Followed by One»              | Марта Каннингем          | Сарра-Джейн Пиат-Келли, Дайм Дэвис, Марта Каннингем | Доминик Фишбэк — Лил, Айзек Пауэлл — Винс                                                                            | 13 августа 2021 |
| 13 | «Am I...? Maybe This Quiz Game Will Tell Me»        | Селин Хелд, Логан Джордж | Селин Хелд, Логан Джордж                            | Лулу Уилсон — Кэти, Мария Диззия — Лори, Линда Пауэлл — миссис Вэчер                                                 | 13 августа 2021 |
| 14 | «In the Waiting Room of Estranged Spouses»          | Джон Кроули              | Сьюзан Сун Хи Стэнтон                               | Гаррет Хедлунд — Спенс, Анна Пэкуин — Изабель, Бен Раппапорт — Ник                                                   | 13 августа 2021 |
| 15 | «How Do You Remember Me?»                           | Эндрю Рэннеллс           | Эндрю Рэннеллс                                      | Зейн Пайс — Робби, Маркис Родригес — Бен                                                                             | 13 августа 2021 |
| 16 | «Second Embrace, With Hearts and Eyes Open»         | Джон Карни               | Киран Карни                                         | Софи Оконедо — Элизабет Кэннон, Тобайас Мензис — Вэн, Эйлин Уолш — Лили де Курси                                     | 13 августа 2021 |